# جزيرة بيفر
جزيرة بيفر (بالإنجليزية: Beaver Island) هي جزيرة في بحيرة ميشيغين في ولاية ميشيغان في الولايات المتحدة. تبلغ مساحتها 55.8 ميل2 (145 كـم2)، مما يجعلها أكبر جزيرة في بحيرة ميشيغان والثالثة من حيث الحجم في ولاية ميشيغان بعد جزيرة إيسل رويال وجزيرة دروموند. تقع الجزيرة على بعد حوالي 32 ميل (51 كـم) من مدينة شارليفوي. بلغ إجمالي عدد سكان جزيرة بيفر 616 نسمة حسب تعداد الولايات المتحدة 2020. والجزيرة جزء من مقاطعة شارليفوي.